# Ma Desna enchantée
 (décembre 2014).
Si vous disposez d'ouvrages ou d'articles de référence ou si vous connaissez des sites web de qualité traitant du thème abordé ici, merci de compléter l'article en donnant les références utiles à sa vérifiabilité et en les liant à la section « Notes et références ».
Ma Desna enchantée (1956) est un roman autobiographique, mémoires d'Alexandre Dovjenko sur l'enfance dans son village natal au région de Tchernihiv. 
L’œuvre est pleine d’humour subtil. L'histoire rend gloire à la rivière Desna, au pays natal, aux paysans, aux travailleurs et au mode de vie rural. Bien que l'auteur écrive à propos de tout avec humour, on sent sa douleur. Les gens représentés dans le livre ne sont pas parfaits, ils ont de bonnes et de mauvaises qualités, et l'auteur ne le cache pas.
Ioulia Solntseva à réalisé La Desna enchantée (Зачарована Десна) en 1964 comme adaptation du roman.